# 281 Lucretia
281 Lucretia este un asteroid din centura principală, descoperit pe 31 octombrie 1888, de Johann Palisa.

## Denumirea asteroidului
Asteroidul a fost denumit în onoarea astronomei Caroline Lucretia Herschel. 